# Spasoje Samardžić
Spasoje Samardžić (Kraljica, 20 maggio 1942) è un ex calciatore jugoslavo, serbo dal 2006, di ruolo centrocampista.

## Palmarès

### Club
- Campionato olandese: 1

Feyenoord: 1969
- Campionato francese: 1

Saint-Étienne: 1970
- Kup Maršala Tita: 2

OFK Belgrado: 1962, 1966
- KNVB beker: 1

Feyenoord: 1969
- Coupe de France: 1

Saint-Étienne: 1970